# Microsoft Lumia 950
Microsoft Lumia 950 (кодовое название Talkman, отсылка к старому Nokia Talkman) - смартфон, разработанный Microsoft, официально представленный 6 октября 2015 года наряду с более крупной Lumia 950 XL. Телефон был впервые выпущен на AT&T в США 17 ноября 2015 года, и впоследствии стал доступен в Microsoft Store, а также в других странах..
Lumia 950 стал преемником модели 2014 года Nokia Lumia 930 и является одним из первых телефонов с операционной системой Windows 10 Mobile. Телефон в первую очередь ориентирован на пользователей, желающих приобрести флагманское устройство, в отличие от предыдущей стратегии Microsoft, нацеленной на развивающиеся рынки с низкокачественным оборудованием.
Lumia 950 стала последним флагманским устройством Lumia компании Microsoft Mobile. Предполагаемый преемник под названием Microsoft Lumia 960 (кодовое название Northstar) был выпущен как Microsoft Surface Duo, а Surface Neo на базе Windows Phone был отменен..

## Аппаратное обеспечение
Lumia 950 имеет каркас из поликарбоната со съёмной задней панелью, обеспечивающей доступ к аккумулятору, а также слотам для SIM-карты и карты microSD. Телефон доступен в двух цветах - чёрном и белом, хотя сторонние сменные корпуса были доступны в различных цветах и материалах..

### Внутреннее устройство
В Lumia 950 используется Qualcomm Snapdragon 808 MSM8992 SoC, который объединяет два ядра 1,82 ГГц Cortex-A57 и четыре ядра 1,44 ГГц Cortex-A53 ядра в архитектуре big.LITTLE, позволяя более интенсивным вычислительным нагрузкам выполняться на более быстрых "big" ядрах, в то время как потоки с меньшим приоритетом выполняются на более медленных "LITTLE" ядрах. SoC также включает Adreno 418 GPU и 3 ГБ оперативной памяти LPDDR3. Телефон имеет 32 ГБ встроенной памяти, которую можно расширить с помощью карт microSD объёмом до 200 ГБ.

### Дисплей
Lumia 950 оснащён 5,2 ″ (130 мм) AMOLED экраном с разрешением 2560x1440 (WQHD) и соотношением сторон 16:9 . Плотность пикселей составляет 564 ppi. Дисплей защищён стеклом Gorilla Glass 3 и оснащён технологией ClearBlack для улучшения видимости при солнечном свете, а также функцией двойного нажатия для пробуждения,, но в отличие от предыдущих флагманов Lumia, он не поддерживает некоторые функции, такие как суперчувствительный сенсор. 

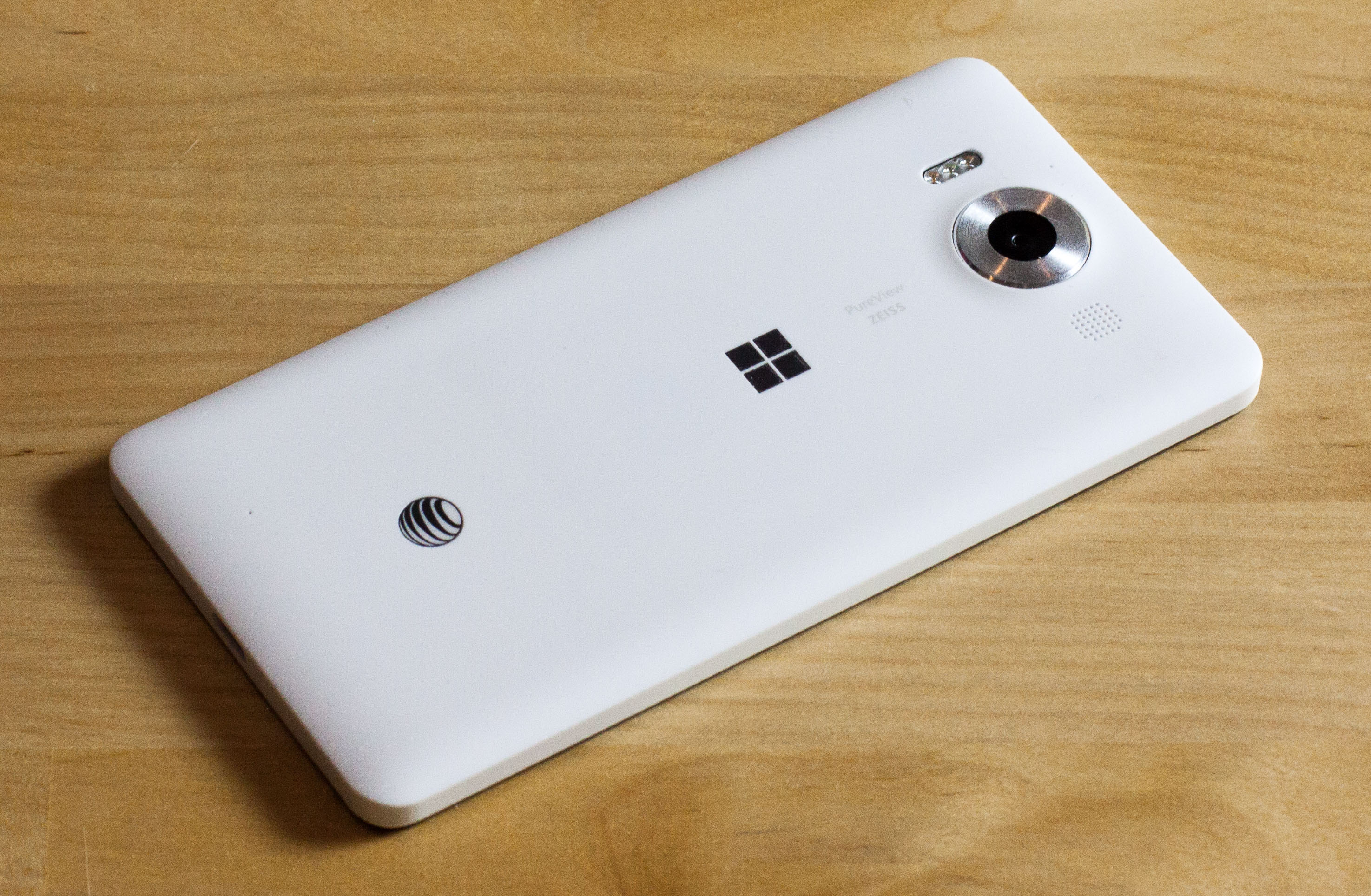
Задняя часть Lumia 950

### Камера
Lumia 950 оснащена 20 MP PureView-камерой с тыльной стороны, содержащей 1/2.4 дюймовый BSI сенсор с 1.12 мкм пикселями и автофокус с фазовой детекцией, 6-элементный Carl Zeiss объектив с диафрагмой f/1.9 и 5-м поколением оптической стабилизации изображения, а также тройной светодиод RGB-вспышки, которая может подстраиваться под цвет окружающего освещения. Максимальное разрешение снимков составляет 4992x3744 пикселей (18. 7 МП) при соотношении сторон 4:3 и 5344x3008 пикселей (16,1 МП) при соотношении сторон 16:9. Камера также может снимать с передискретизацией 8 MP изображения, опционально с файлом полного разрешения DNG, что дает больше возможностей для постобработки. Камера поддерживает съёмку видео с разрешением до 4K (3840x2160), а также замедленное видео со скоростью 120 кадров в секунду, хоть и в уменьшенном разрешении 720p.
Фронтальная камера имеет 5 Мп сенсор и широкоугольный объектив f/2.4, поддерживающий съёмку видео с разрешением до 1080p. Камера также поддерживает Windows Hello через распознавание радужной оболочки глаза с помощью инфракрасного светодиода.

### Связь
Lumia 950 поддерживает технологию 4G LTE с максимальной скоростью передачи данных 300 Мбит/с (150 Мбит/с для версии с двумя SIM-картами). Другие беспроводные возможности подключения включают двухдиапазонный Wi-Fi 802.11a/b/g/n/ac, Wi-Fi hotspot, NFC, Bluetooth 4.1, и беспроводное проецирование изображения на экран через Miracast. Физические разъёмы включают 3,5 мм аудиоразъём, а также разъём USB-C для зарядки и передачи данных. Последний поддерживает USB OTG, позволяя использовать периферийные устройства, такие как мыши, flash-накопители или внешние микрофоны, и быструю зарядку USB-C. 

### Прочее
Lumia 950 поддерживает беспроводную индуктивную зарядку по стандарту Qi. Версия AT&T также поддерживает стандарт PMA..
При добавлении Microsoft Display Dock или подключении к приёмнику Miracast, Lumia 950 совместима с Windows Continuum, которая позволяет пользователям подключать свои устройства к внешнему монитору для работы в режиме, похожем на рабочий стол..

## Программное обеспечение
Lumia 950 изначально выпускалась с Windows 10 Mobile версии 1511. Microsoft выпустила Windows 10 Mobile Version 1607 (Anniversary Update) в августе 2016 года, Версия 1703 (Creators Update) в апреле 2017 года и версию 1709 (Fall Creators Update) в октябре 2017 года. Телефон получил последнее обновление в январе 2020 года..
Сторонним разработчикам удалось портировать Windows 10 ARM и Windows 11 ARM на Lumia 950 и 950 XL, что позволило запустить на телефоне полноценную настольную версию Windows. Linux и Android также были перенесены, но не все аппаратные функции работают в этих альтернативных операционных системах.

## Известные проблемы
Телефон имеет проблемы с сетью LTE компании AT&T, когда пользователи не вставляют SIM-карту перед процедурой настройки телефона, Cortana может вызывать эхо во время голосовых вызовов,, а также сообщается о проблемах с Wi-Fi. .
Австралийский оператор Telstra заявил, что Lumia 950 имеет проблемы с подключением в их сети..
Сообщалось, что после выхода Lumia 950 и 950 XL наблюдались перезагрузки и сбои. Большинство проблем было исправлено в обновлении Anniversary в 2016 году.

## Приём
Lumia 950 была в целом хорошо принята, большинство рецензентов отметили высокие технические характеристики и производительность камеры, однако дизайн оказался менее "премиальным", чем у конкурирующих флагманов, а экосистема приложений - менее обширной, чем у Android или iOS.
Даниэль Рубино из Windows Central описал телефон как "все колокольчики и свистки, которых так ждут поклонники Windows Phone, в одном устройстве". В обзоре особенно высоко оценивалась камера, включая качество снимков, а также такие функции, как Rich Capture и Living Images; общий вердикт для камеры был "совершенно феноменальным". Дизайн телефона был назван "практичным, но некрасивым", а такие функции, как Windows Hello и Continuum, по отзывам, работают хорошо, хоть и с некоторыми проблемами. Операционная система Windows 10 Mobile и её выбор приложений были названы самыми слабыми местами..
GSMArena оценила Lumia 950 очень высоко, заявив, что телефон "оправдывает шумиху и выполняет все рекламируемые обещания". В обзоре были отмечены технические характеристики, дисплей и камера как "первоклассные", а Windows Hello и Continuum работают "как заявлено". Хотя были обнаружены некоторые недостатки в дизайне, времени автономной работы и цене, в заключение обзора было сказано следующее: "Microsoft проделала потрясающую работу с Lumia 950... Это долгожданный телефон, и ... он заслуживает всяческих похвал"..
PhoneArena поставила Lumia 950 оценку 7/10, описав его как "телефон, идеальный для поклонников Windows", похвалив дисплей, а также такие функции, как Windows Hello, Continuum и интеграцию Office. Основными недостатками были названы дизайн и выбор приложений, а производительность батареи была определена как средняя..
Эдвард К. Бэйг из USA Today высоко оценил камеру и сменный аккумулятор, а аппаратные характеристики назвал "надёжными". Однако новые функции, такие как Windows Hello и Continuum, были признаны "не до конца проработанными", а дизайн был описан как менее премиальный, чем у конкурирующих флагманов. В заключение рецензент сказал: "Однако когда дело доходит до телефонов, Microsoft ещё есть над чем работать"..
Мэтью Миллер из ZDNet описал дизайн как "неинтересный, простой прямоугольный форм-фактор", но признал практические преимущества пластмассы перед такими материалами, как стекло или алюминий. Экосистема приложений Windows была признана недостаточной по количеству и качеству по сравнению с Android и iOS, и автор обзора выразил обеспокоенность производительностью самой ОС, хотя и похвалил ряд функций, таких как "центр действий, потрясающая клавиатура и механизм предикативного текста, а также режим чтения в обозревателе".
Тодд Хаселтон из TechnoBuffalo высоко оценил включение выделенной клавиши камеры и общие возможности визуализации, но раскритиковал дизайн и сказал, что пользовательский интерфейс Windows 10 Mobile "кажется незаконченным". Автор обзора поставил телефону оценку "не покупать", порекомендовав читателям дождаться более совершенного преемника.

## Внешние ссылки
- Спецификации Microsoft Lumia 950
- Спецификации Microsoft Lumia 950 Dual SIM